# 臨海公主 (唐朝)
临海公主（?—?），姓李，名不详。中国唐朝唐高祖李渊第十六女，生母不明，生卒年不详。李渊封她为临海公主，唐太宗把她嫁给了裴律师，裴律师是唐朝开国功臣、李渊的老友裴寂的儿子。